# Sklízeč bavlny
Sklízeč bavlny (ang.: cotton harvester, něm.: Baumwollernter) je zemědělský stroj určený ke sklizni bavlny ze zralých tobolek bavlníku.

## Z historie
První patent na sklizňový stroj byl přihlášen v USA v roce 1850. V následujících téměř sto letech se zkoušely v USA i jinde aparáty např. na principu odsávání vláken, objímek nebo mechanických  prstů nabitých statickou elektřinou, mechanického trhání celých tobolek aj.  Teprve ve 40. letech 20. století se však začaly vyrábět sklízeče sériově. Nejstarší dochovaný výrobek pochází z roku 1943 z USA. Je to jeden ze 30 vřetenových sklizňových strojů, které přišly v tom roce na trh. V 21. století se vedle vřetenových (spindle-type) sériově vyrábějí jen trhací stroje (stripping-type). V roce 2022 se odhadoval celosvětový výnos z prodeje bavlnářských sklizňových strojů na 1,2 miliardy USD. Stroje nabízelo 25 výrobců, k 6 nejdůležitějším se počítaly 4 firmy z Číny a po 1 z USA a z Turecka.

## Typy sklizňových strojů
Vřetenový stroj (spindle-type) pracuje na principu ozubených vřeten otáčejících se kolem vlastní osy na rotujícím hřídeli. Vlákna bavlny se ovíjejí kolem vřeten, rotující válečky je zčesávají a z těch jsou (většinou) pneumaticky dopravovány do sběrného koše.
Trhací stroj (stripping-type) má jako hlavní pracovní orgán dvojici válečků nebo mechanický prst, kterými trhá chomáče bavlny z otevřených i (zčásti) pootevřených tobolek. Novější stroje jsou stavěny jako kombajny vybavené rozvolňovacím/čisticím zařízením (field cleaning), do kterého se pneumaticky odvádějí trhané chomáče bavlny. Čistič sestává (většinou) ze dvou válců s pilkovým potahem a roštem, na válce se nasávají chomáče bavlny a rozvolňují třením o rošt. Pod rošty válců vypadává z bavlny asi 50 % nežádoucích příměsí (slupky tobolek, odřezky stonků a pod).

## Vlastnosti sklizňových strojů
Stroje se stavějí v několika variantách pro současnou sklizeň jednoho až  dvanácti řádků bavlníků. Stroje mohou projíždět rychlostí až do 9 km/hod (bez negativního vlivu rychlosti na kvalitu vlákna). 
Trhací stroj je ekonomicky výhodný pro relativně nižší sklizeň a kratší bavlníky (asi pod 80 cm), z bavlny od vřetenového sklizeče  se dá vyrobit až o 10 % čistější příze. 
Obsah nečistot v nevyzrněné bavlně: ruční sklizeň 1-5 %, vřetenový stroj 5-10%, trhací stroj 10-30 %
V USA byla např. v roce 2010 na pořízení vřetenového stroje nutná částka řádově 1 milion USD, cca dvojnásobek oproti investici do trhacího stroje, návratnost investice byla u obou typů cca 1000-2000 USD/hektar sklizené plochy. S trhacím strojem se v té době v USA sklízela cca ¼ bavlny. 

## Galerie sklízečů

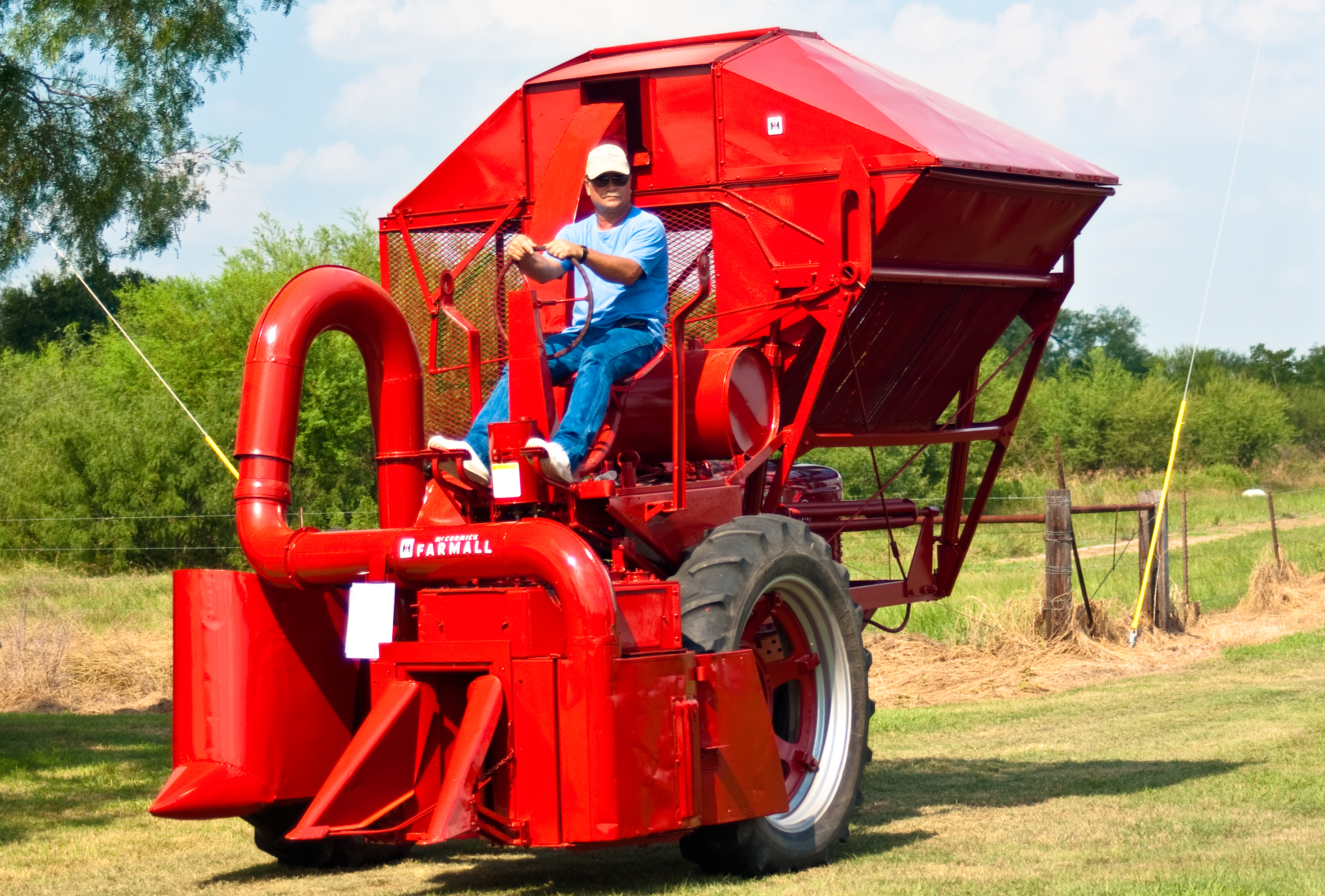
Jednořádkový vřetenový sklizeč asi z roku 1956
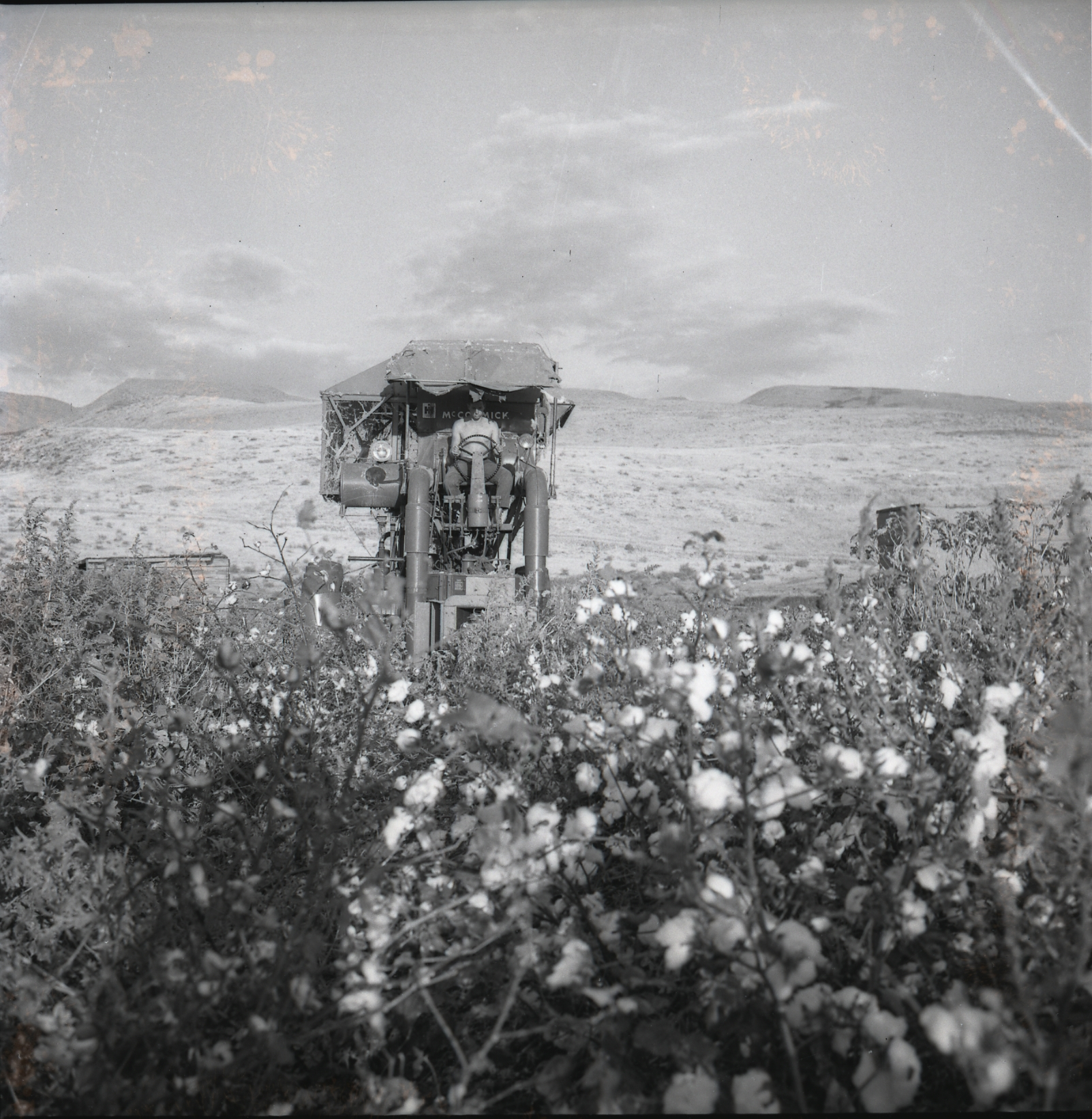
Izrael 1963
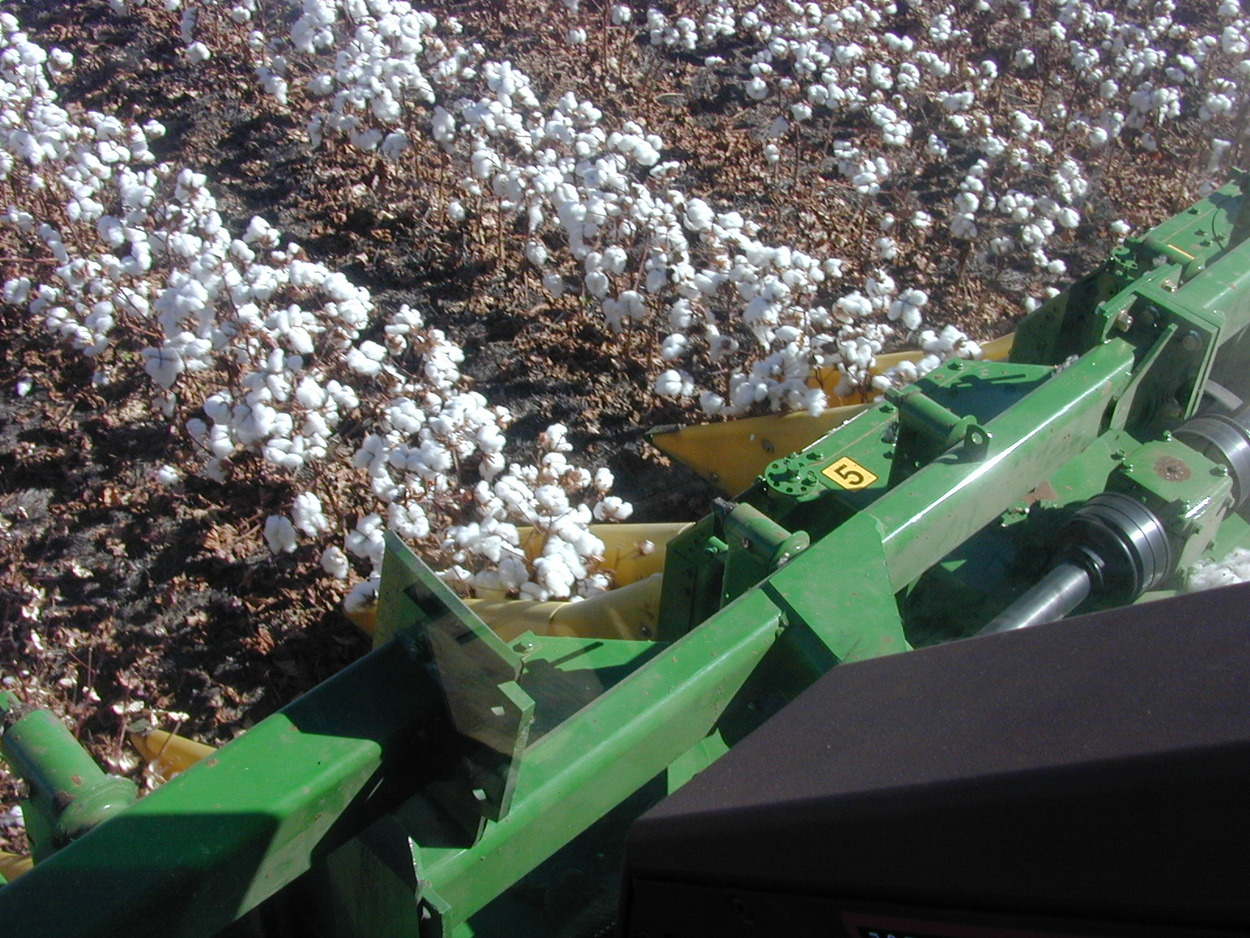
Sklizeň bavlny na školní plantáži univerzity ve Volgogradu (2016)
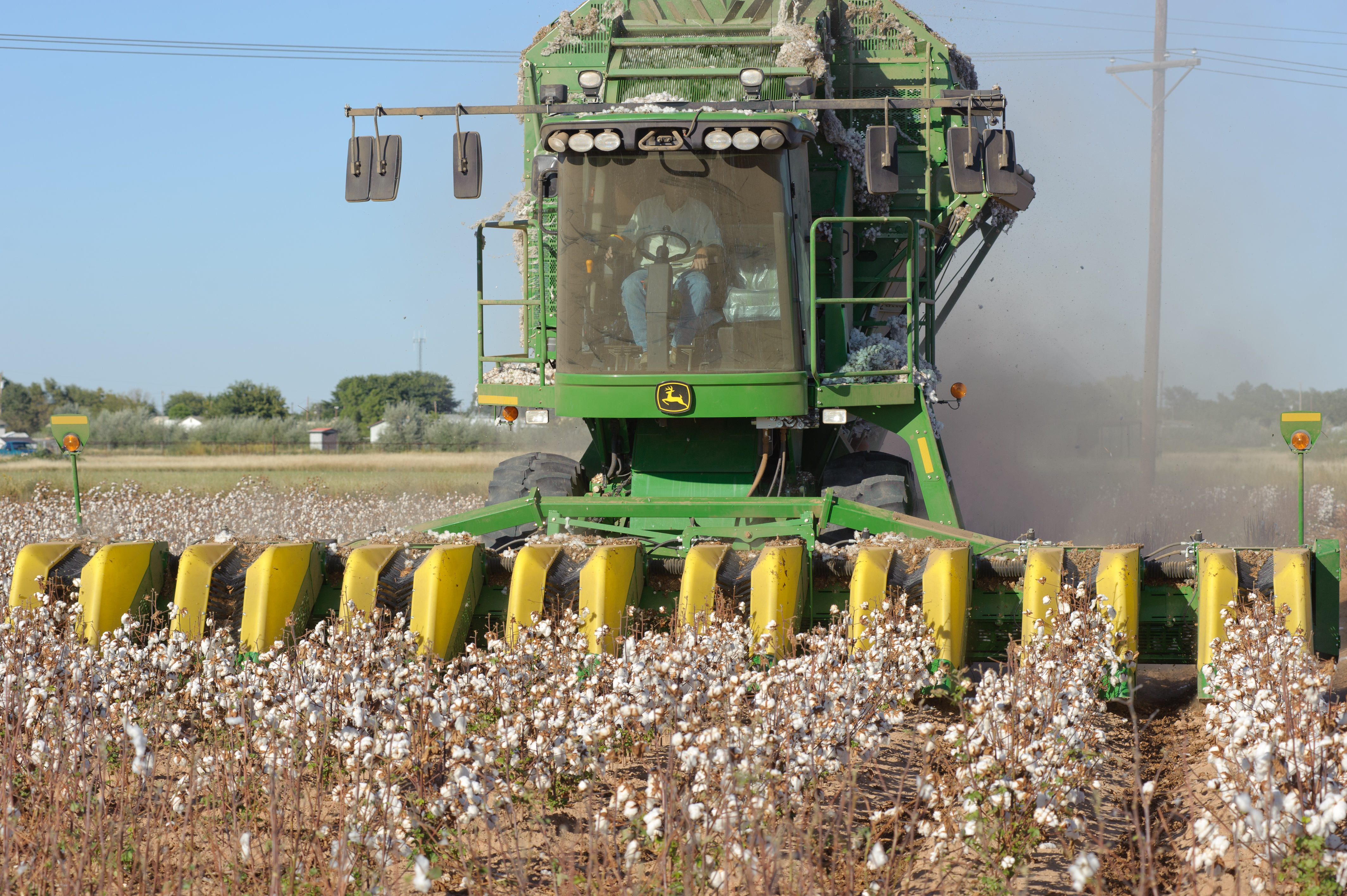
Osmiřádkový stripper (USA 2010)
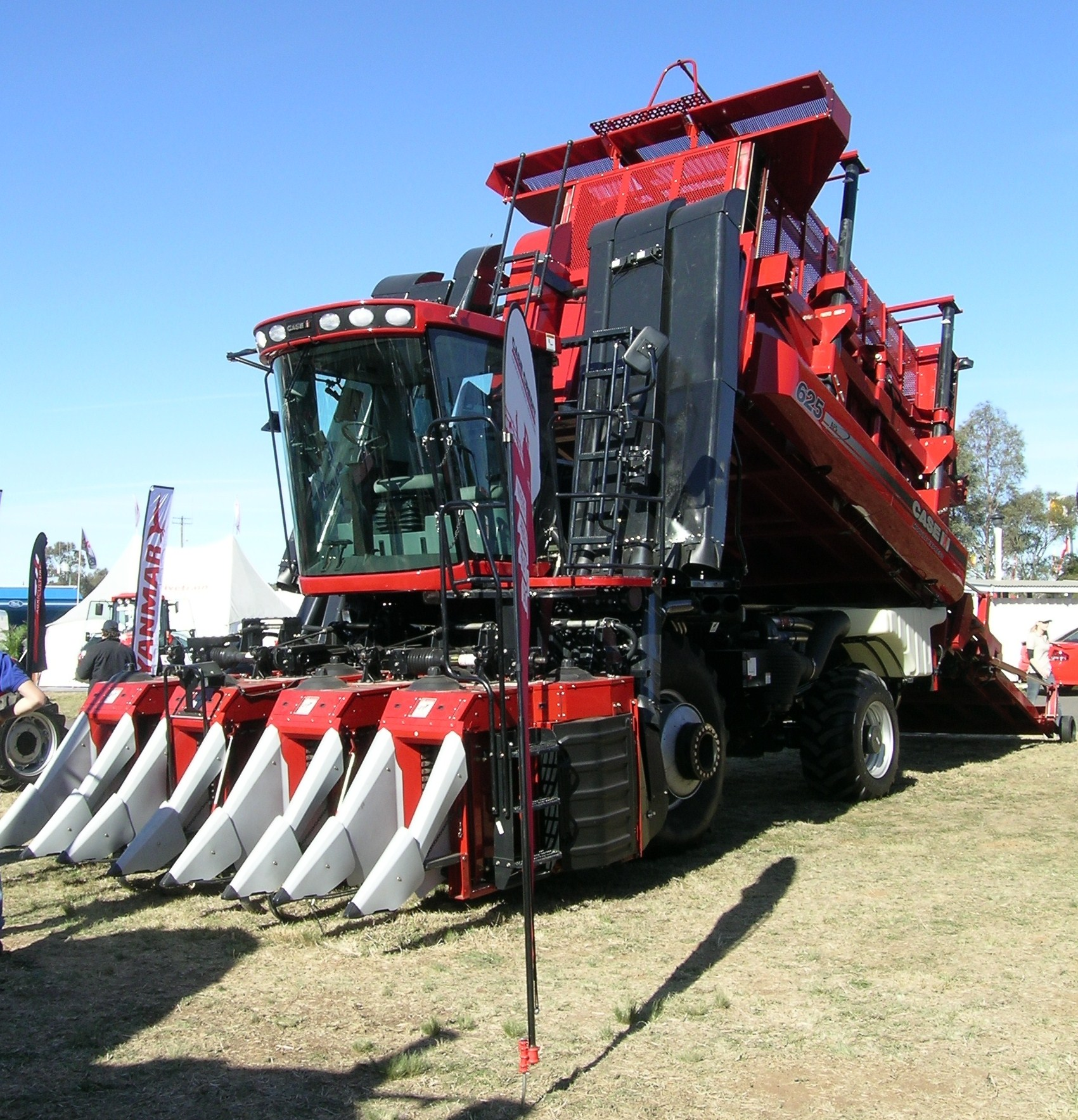
Sklízeč s  modulem (USA 2008)